# Гегарт Роман Михайлович
Роман Михайлович Гегарт (10 жовтня 1908, Кременчук, Полтавська область — 1982) — радянський архітектор. Заслужений архітектор РРФСР (1969).

## Біографія

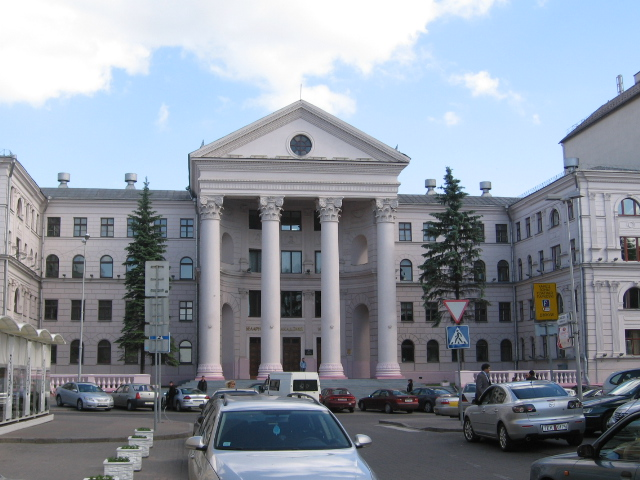
Будівля Білоруської державної консерваторії

Закінчив Московський архітектурний інститут в 1934 році. Приїхав у Мінськ для відновлення міста після Другої світової війни. У 1949—1954 роках був керівником архітектурної майстерні інституту Белдержпроект. З 1954 року працював в проектних організаціях Москви.

## Творчість

### У Мінську
Будівля Головного універмагу, будівлі управління Белголовенерго і Білоруського Державного інституту інженерних пошуків Держбуду БРСР (1952), телевізійного центру (1956, вул. Комуністична) і Білоруської державної консерваторії (1958), житлових будинків по вулицях Кірова, Комуністичної, Червоної, Захарова, Козлова (1950—1954); ресторан «Заславль» (1975, з А. О. Воїновим) під Мінськом.